# Hepcidin
Hepcidin je peptidni hormon koji se stvara u jetri čovjeka. Otkriven je 2000. te se čini da je glavni regulator homeostaze željeza (Fe) uz feroportin. Hepcidin djeluje tako da povećava pohranjivanje Fe u stanicama. HAMP je gen koji kodira hepcidin.
Hormon hepcidin se stoji od 25 aminokiselina, preprohormon od 84 aminokiseline, prohormon od 60 aminokiselina. Konverziju prohepcidina u hepcidin posreduje prohormon konvertaza furin, čiju konverziju regulira alfa-1-antitripsin. U mokraći nalazimo i oblike hepcidina od 20 i 22 aminokiseline. 
Pepetid od 25 aminokiselina izlučuje se iz jetre, te inhibira prijenos Fe tako što se veže za feroportin, transmembranski protein enterocita i makrofaga. To dovodi
do prestanka izlaženje Fe te se tako u tim stanicama pohranjuje Fe. Hepcidin u enterocitima sprečava izlučivanje Fe, preuzetog iz probavne cijevi u portalni krvotok što gledano na razini cijelog tijela smanjuje apsorpciju Fe iz probavnog sustava. 